# غراهام كوين (عداء سريع)
غراهام كوين (بالإنجليزية: Graham Quinn) هو عداء سريع نيوزيلندي، ولد في 8 يوليو 1912 في غيسبورن ‏ في نيوزيلندا، وتوفي في 13 نوفمبر 1987 في أوكلاند في نيوزيلندا.

## روابط خارجية
- غراهام كوين على موقع اتحاد ألعاب الكومنولث (مؤرشف) (الإنجليزية)